# Памятник воинам-землякам (Чурапча)
Памятник воинам-землякам, участникам Великой Отечественной войны — мемориальный комплекс в селе Чурапча, посвящённый участникам Великой Отечественной войны и чурапчинцам, подвергшихся принудительному переселению. Является объектом культурного наследия регионального значения.

## Общее описание
Мемориальный комплекс состоит из: 
- Стенд и бетонное основание, с именами участников войны;
- Стела с изображением артиллериста Г. Д. Протодьяконова;
- Артиллерийское орудие;
- Плиты и стенды с изображениями;
- Вечный огонь в форме пятиконечной звезды;
- Бетонная тумба;
- Стилизованная форма головы лошади из бетона;
- Поминальный камень;
- Памятные таблички с перечнем воинов-чурапчинцев;
- Стилизованные коновязь и камелек[1].

## Фото
- Яндекс фото Архивная копия от 6 сентября 2021 на Wayback Machine